# Persistence of Time
Persistence of Time (на български език – Устойчивост на времето) е петият студиен албум на американската траш/спийд метъл банда Антракс и втори със златен статус за музикантите.
Парчетата тук до голяма степен са загубили хумористичния си оттенък, като текстовете наблягат на проблемите в обществото. Почти всяка песен се противопоставя на предразсъдъците и омразата, без искри на оптимизъм. Въпреки че албумът не е концептуален, той все пак следва тематична нишка, обобщавайки, че времето не чака никого. С тази част от творчеството си, съставът си пробива път в траш метъла по много прогресивен начин, такъв какъвто не се забелязва при групите от по-късните години. Няколко месеца след издаването му, квинтетът се отправя на едно от първите „пакетни“ турнета – „Clash Of The Titans“, където са хедлайнъри заедно със Слейър и Мегадет.

## Списък на песните
| 1. | Time                  | 6:55 |
| 2. | Blood                 | 7:13 |
| 3. | Keep It in the Family | 7:08 |
| 4. | In My World           | 6:25 |
| 5. | Gridlock              | 5:17 |

| 6.  | Intro to Reality (инструментал)     | 3:23 |
| 7.  | Belly of the Beast                  | 4:47 |
| 8.  | Got the Time (кавър на Джо Джаксън) | 2:44 |
| 9.  | H8 Red                              | 5:04 |
| 10. | One Man Stands                      | 5:38 |
| 11. | Discharge                           | 4:12 |

## Изпълнители
- Джоуи Беладона – вокал
- Скот Ян – китари
- Дан Спиц – китари
- Франк Бело – бас
- Чарли Бенанте – барабани